# 추론 엔진
추론 엔진(inference engine)은 지식베이스를 검색하는데 사용되는 전략이다.
지식기반을 통해 추론행위를 함으로써 주어진 규칙과 사실을 이용하여 새로운 사실을 탐색하는 행위를 하는 전문적인 프로그램을 말한다. 지식획득을 용이하게 하는 형태로 표현해야 하며 저장이 간단해야 하고, 표현이 정확해야 한다. 또한 여러 가지 표현방식을 가지고 있어야 한다.

## 추론방법
정방향 추론과 역방향 추론 등 2가지 전략이 사용된다. 추론은 언제든지 정돈되어있다.
- 정방향 추론 (forward chaining): 사용자가 입력한 정보에서 시작하여 결론에 도달할 때까지 지식베이스를 검색한다. 규칙 조건(if) 부분이 참이면 그 규칙의 실행(then)부분이 수행된다. 처리과정은 수행할 명령문이 없을 때까지 계속된다.
- 역방향 추론 (backward chaining): 지식베이스 검색을 위한 전략으로 가설에서 시작하여 그 가설이 채택이 되거나 기각될 때까지 사용자에게 선택된 사실을 질문한다. 이 추론의 시작점을 목표라고 하며, 추론의 방향은 이 목표를 지지하는 하위 목표 또는 사실들이 참인지를 알아보는 방향으로 진행된다. 예를 들어, 앞 절에서 예로 든 동물원 예제에서 어떤 동물이 치타인지를 알고 싶다고 하면, 질문 또는 추론의 목표는 치타이고 이것은 지식에서 "THEN 치타이다"를 결론으로 하는 규칙의 THEN부분부터 시작하여 거꾸로 추론이 진행되어 그 규칙의 조건부분이 참인지를 알아보게 된다.

## 같이 보기
- 후방 추론
- 전문가 시스템
- 전방 추론

## 참고 문헌
- 경영정보시스템 원론, 이재규,권순범,임규건, 2005